# Улица Гетмана Полуботка (Чернигов)
Улица Гетмана Полуботка (укр. Вулиця Гетьмана Полуботка) — улица в Деснянском районе города Чернигова, исторически сложившаяся местность (район) Предградье и Застриженье. Пролегает от Красной площади до улицы Молодёжная.
Примыкают улицы Пятницкая, Мстиславская, Гончая, Василия Тарновского (Пушкина), Олега Михнюка, Оборонцев Чернигова (Александра Молодчего), Владимира Ивасюка (Менделеева), Милорадовичей, Троллейбусная (Павлова), Земская.

## История
Богуславская улица была проложена согласно плану города 1805 года. В дореволюционный период улица была застроена преимущественно частными домами, здесь были размещены небольшое издательство («Черниговские епархиальные известия»), завод газовых вод, баня (с 1905), водокачка (в 1890-е годы переоборудована на электростанцию), Черниговская духовная семинария (с 1770-х годов). В 1919 году Богуславская улица была переименована на улица Селюка — в честь революционера и одного из основателей черниговской большевистской организации Владимира Андреевича Селюка. В 1930-е годы на месте электростанции заработал пюре-пастильный завод, со временем переоборудован на макаронную фабрику. В помещении духовной семинарии были размещены педагогический институт и школа № 8 имени Кирова.
Улица Шафонского — в честь российского учёного Афанасия Филимоновича Шафонского — была проложена в 1897 году от Петербуржской улицы (сейчас улица Александра Молодчего) до окраины (сейчас Молодёжная улица). Была застроена деревянными индивидуальными домами. В 1927 году улица Шафонского переименована на улица Лассаля — в честь немецкого философа Фердинанда Лассаля. В 1930-е годы была построена школа № 16 имени Лассаля (дом № 53). В 2016 году улица Парижской Коммуны была переименована на улицу Афанасия Шафонского.
Во время Великой Отечественной войны все дома были сожжены или разрушены, в том числе здание духовной семинарии. В послевоенные годы был отстроен дом, где разместили облкниготорг, 5-ю поликлинику и городской отдел охраны здоровья, а здание духовной семинарии отстроили для военного госпиталя. Также были построены жилые и административные дома, бетонный мост вместо деревянного через реку Стрижень. Был проложен новый участок (между историческими Вознесенской и Петербургской) улицы, соединив исторические Богуславскую и Шафонского улицы, и был застроен индивидуальными жилыми домами.
После Великой Отечественной войны к улице Селюка была присоединена часть площади Куйбышева, а также была улица продлена дальше на северо-восток — от улицы 1 мая (сейчас Олега Михнюка) до Красногвардейской улицы (сейчас Александра Молодчего) — застроена индивидуальными домами.
В 1955 году улицы Селюка и Лассаля были объединены в единую улицу Свердлова — в честь российского революционера, советского политического и государственного деятеля Якова Михайловича Свердлова. До этого историческая Московская улица (часть современной улицы Шевченко) называлась в честь Свердлова.
В 1956 году на месте развалин был разбит сквер имени Богдана Хмельницкого и установлен памятник Богдану Хмельницкому. В отстроенном помещении бывшей школы № 16 (дом № 53) разместился Черниговский учительский институт (с 1954 года — педагогический). В 1970 году к этому зданию были пристроены спортивный (вдоль современной улицы Гетмана Полуботка) и учебный (вдоль современной улицы Александра Молодчего) корпусы. Сохранились усадебные дома № 61, 104 и другие памятники архитектуры и истории. В доме № 2 в период 1960—1980-е годы размещалась редакция областных газет «Комсомольский гарт» и «Деснянская правда».
7 июня 2001 года улица получила современное название — в честь военного и политического деятеля Войска Запорожского, черниговского полковника Павла Леонтьевича Полуботка.
В 2021 году на углу с улицей Василия Тарновского (Пушкина) был введён в эксплуатацию 8-этажный кирпичный Г-образный в плане дом (ЖК «Арт-Хаус»), построенный на месте зелёной зоны и одноэтажных кирпичных домов (№ 36 и 36А улицы Гетмана Полуботка).

## Застройка
Улица пролегает в северо-западном направлении, до пересечения реки Стрижень параллельно улицам Шевченко и Коцюбинского.
Начало улицы парная и непарная стороны заняты малоэтажной (2-3-4-этажные дома) жилой застройкой, частично многоэтажной (5-этажные дома) и усадебной застройкой. Непарную сторону начала улицы (до примыкания улицы Мстиславской) занимают зелёные насаждения охранных зон памятников архитектуры театра и Пятницкой церкви, сквер имени Богдана Хмельницкого. После пересечения по Семинарскому мосту реки Стрижень улица преимущественно занята усадебной застройкой, где кроме того присутствуют госпиталь, военкомат, университет и многоэтажная жилая застройка (два 9-этажных дома). Конец улицы (после примыкания улицы Павлова) занят малоэтажной (одноэтажные дома) жилой застройкой.
|                                        |                                   |                                          |                                         |
| между Пятницкой и Мстиславской улицами | перекрёсток с Мстиславской улицей | перекрёсток с Гончей улицей              | в направлении улицы Василия Тарновского |
|                                        |                                   |                                          |                                         |
| в направлении Гончей улицы             | перед рекой Стрижень              | в направлении улицы Александра Молодчего | перекрёсток с улицей Милорадовичей      |

Учреждения:
1. дом № 2 — Апелляционный суд Черниговской области
2. дом № 3/11 — Детская музыкальная школа
3. дом № 10/2 — Храм святой Параскевы Пятницы (Пятницкая)
4. дом № 14 — школа № 3
5. дом № 22 — гостиница «Reikartz»
6. дом № 40 — церковь Михаила и Фёдора
7. дом № 40 — Черниговский городской военный госпиталь
8. дом № 53 — Национальный университет «Черниговский коллегиум» имени Т. Г. Шевченко
9. дом № 68 — Черниговский областной военный комиссариат

|                         |                         |                                           |                                        |
| Административное здание | 2-этажный жилой дом № 8 | Храм святой Параскевы Пятницы (Пятницкая) | Памятник Богдану Хмельницкому          |
|                         |                         |                                           |                                        |
| 4-этажный дом № 18/13   | 5-этажный дом № 22/28   | Церковь Михаила и Фёдора                  | Здание Черниговской духовной семинарии |

Памятники архитектуры, истории и монументального искусства:
1. дом № 2 — Административное здание (1952) — архитектуры, местного значения
2. дом № 8 — 2-этажное административное здание (конец XIX века) — истории, вновь выявленный
3. дом № 10/2 — Храм святой Параскевы Пятницы (Пятницкая) (конец XII — начало XIII веков) — архитектуры, национального значения, часть историко-архитектурного заповедника «Чернигов древний».
4. в сквере имени Богдана Хмельницкого — памятник Богдану Хмельницкому (1956) — монументального искусства, местного значения
5. дом № 18/13 — 4-этажный дом — истории, вновь выявленный
6. дом № 22/28 — 5-этажный дом — истории, вновь выявленный
7. дом № 40/2 — Церковь Михаила и Фёдора (1801—1806) — архитектуры, местного значения
8. дом № 40/2 — Комплекс зданий госпиталя — архитектуры местного значения и Здание Черниговской духовной семинарии (XIX век, отстроен в 1952) — истории, местного значения
9. перед домом № 53 (главным корпусом университета) — памятник Т. Г. Шевченко (2006) — монументального искусства, вновь выявленный

Есть ряд значимых и рядовых исторических зданий, что не являются памятниками архитектуры или истории: 2-этажные дома № 3/11, 13, 26, 28; 3-этажные дома № 4, 6, 10/2, 12, 53 (бывшая школа № 16, сейчас корпус университета); 4-этажные дома № 18/13, 20, 24/29; 5-этажные дома № 22; усадебные дома № 41, 42/31, 43, 61, 88, 104 и ещё около 10 домов; одноэтажные дома № 97, 99, 101, 124, 126, 128.
Мемориальные доски:
1. дом № 2 — черниговскому полковнику Павлу Леонтьевичу Полуботку — комментарий к наименованию улицы
2. дом № 2 — украинскому советскому поэту Кузьме Трофимовичу Журбе — на здании общества «Знания» (сейчас Апелляционный суд), где работал
3. дом № 4 — Герою Советского Союза Александру Никитовичу Карасёву — на доме, где жил
4. дом № 14 — воину-интернационалисту Игорю Кожару — на здании школы № 3, где учился
5. дом № 14 — участнику Вооруженного конфликта на Востоке Украины Сергею Харитонову — на здании школы № 3, где учился
6. дом № 40 — украинскому советскому писателю и поэту Василию Михайловичу Эллан-Блакитному — на здании семинарии (сейчас военный госпиталь), где учился
7. дом № 40 — украинскому советскому композитору и хоровому дирижёру Григорию Гурьевичу Верёвке — на здании семинарии (сейчас военный госпиталь), где учился
8. дом № 40 — украинскому советскому поэту, государственному деятелю Павлу Григорьевичу Тычине — на здании семинарии (сейчас военный госпиталь), где учился
9. дом № 40 — русскому революционеру, советскому партийному и государственному деятелю Николаю Ильичу Подвойскому — демонтирована — на здании семинарии (сейчас военный госпиталь), где учился (1894—1901) (доска 1976 год)
10. дом № 53 — украинскому педагогу Софии Фёдоровне Русовой — барельеф, в фойе университета «Черниговский коллегиум», в знак почёта
11. дом № 53 — Возведению нового корпуса педагогического института, приуроченного к 100-лет со дня рождения В. И. Ленина — демонтирована — на фасаде университета «Черниговский коллегиум» (1970)
12. дом № 68 — руководителю Черниговского областного штаба «Пошук» Владимиру Драгунову — на здании Черниговского областного военного комиссариата, где работал
13. дом № 68 — Дважды Герою Советского Союза Александра Игнатьевича Молодчего — комментарий к наименованию улицы Александра Молодчего